# コナミスポーツ (企業)
コナミスポーツ株式会社（英: Konami Sports Co., Ltd.）は、「コナミスポーツクラブ」等のフィットネスクラブ、スポーツクラブなどを運営するコナミグループの企業。

## 概説
1973年（昭和48年）設立。株式会社ニチイ（後の株式会社マイカルを経てイオンリテールに吸収合併）の健康・スポーツ事業を担当する株式会社ピープルとして、「ピープル」「エグザス」等を展開するなど、マイカルグループの一員であった。しかし、2001年（平成13年）、株式会社マイカルの経営不振（後に経営破綻）により、コナミ（後のコナミグループ）へ売却され、コナミ傘下のコナミスポーツ株式会社となった。その後もピープルエグザスとして運営されていた店舗もあったが、2009年（平成21年）3月までにコナミスポーツクラブでのフランチャイズ運営となっている。
この経緯から、マイカルを買収したイオングループの商業施設内に入居しているケースもあるが、イオンとの兼ね合いがあり、一部の施設はコナミスポーツクラブから「イオンスポーツクラブ」に転換されている。
スポーツクラブ業界日本国内一位である。
コナミと、買収前の旧ピープルとの間では家庭用「ダンスダンスレボリューション」の「ダイエットモード」の監修等の提携関係が存在していた。
また、フィットネスマシンの開発にもコナミがゲーム事業で培った技術が生かされており、IT健康管理システム・e-エグザスを導入している。

## ブランド
- コナミスポーツクラブ（旧ピープルスポーツクラブ）
  - 運動塾（子供向けスクール、旧ピープル）
- グランサイズ（最上位店舗、2016年現在は大手町・青山・恵比寿ガーデンのみ）
- エグザス（2022年（令和4年）7月1日よりコナミスポーツクラブのカテゴリI相当[3][4]）

### 過去のブランド
- フライツァイト（スパやレストランを併設、旧エグザスに統合）
- セレ（小規模店舗、旧エグザスに統合）/旧エグザス(旧ピープルスポーツクラブ)
- スポーツプレックス（一部を除き、コナミスポーツクラブにブランド統合）

### ブランド毎の会員の違い
- コナミスポーツクラブ会員は施設のカテゴリ（I・II・III・IV）に応じて月会費が異なり、カテゴリが上位の施設の会員が下位の施設を利用することは追加料金なしで可能だが、下位の施設の会員が上位の施設を利用するときは追加料金がカテゴリの差に応じてかかる。一部のプランを除きコナミスポーツクラブ会員はコナミスポーツクラブの全施設を利用できる（カテゴリ違いの場合は先述の通り）。グランサイズおよびエグザスの店舗は利用できなかったが、2022年（令和4年）7月1日よりエグザスの店舗は利用可能となった[3][4]。
- グランサイズ会員はグランサイズ各店限定の会員と全店利用可能な会員があり、いずれもコナミスポーツクラブは全店利用可能。エグザスの店舗は利用できなかったが、2022年（令和4年）7月1日より可能となった。
- エグザス会員はエグザス各店で会員資格が分かれていたため、会員となった店舗のみ利用可能であった。グランサイズおよびコナミスポーツクラブの店舗は利用できなかったが、2022年（令和4年）7月1日よりエグザスがコナミスポーツクラブのカテゴリI相当となったためプラン変更した会員はコナミスポーツクラブの店舗も利用可能となった[3][4]。

※ 会員種別に関わらず、年齢制限やタトゥー禁止などの会員制限が適用される。

## 沿革
- 1973年（昭和48年）3月14日 - 岩手県一関市に株式会社千葉久友の会設立
- 1974年（昭和49年） - 第1号店となる「西宮ピープル」（兵庫県西宮市）をニチイ西宮店（→西宮サティ、2005年閉店）に開店。
- 1978年（昭和53年）
  - 2月 - 株式会社ピープルに商号変更
  - 4月 - ニチイ（後のマイカル）よりスポーツクラブ事業を譲り受ける
- 1993年（平成5年）
  - 5月 - 永井スポーツセンターよりスポーツクラブ「QUESTO」の営業権を取得
  - 7月 - 株式を店頭市場（現・ジャスダック）に公開
- 1994年（平成6年）1月 - サッポロビール（現・サッポロホールディングス）と恵比寿ガーデンプレイス内のスポーツクラブ「ザ・クラブ・アット・エビスガーデン」の運営会社を合弁出資で設立（現在は連結子会社）。
- 1995年（平成7年）7月 - ヤマハスポーツシステムよりテニスクラブ「ヤマハスポーティングリーン」の営業権を取得
- 1996年（平成8年）8月 - 西武百貨店よりスポーツクラブ「リボン川崎」「リボン浜松」を継承、合計7施設の営業権を取得
- 1997年（平成9年）3月 - 岸本興産より「下穂スポーツクラブ」の営業権を取得
- 1998年（平成10年）
  - 11月 - 東宝の子会社東宝スポーツ企画より「東宝スポーツ倶楽部アクティ」の営業権を取得
  - 12月 - 高知県住宅供給公社より「アスレチッククラブ高知」の営業権を取得
- 1999年（平成11年）
  - 2月 - 東京証券取引所第二部に株式を上場
  - 3月 - ガーデンホテルズよりスポーツクラブ「サンガーデン堂島ガーデンクラブ」の営業権を取得
- 2000年（平成12年）2月 - 東京証券取引所第一部に株式を上場
- 2001年（平成13年）
  - 2月 - 筆頭株主のマイカルが株式の売却を決定。コナミ株式会社の株式公開買い付け（TOB）により、コナミの子会社となる
  - 6月 - 株式会社ピープルよりコナミスポーツ株式会社へ商号変更、日産自動車より日産スポーツプラザ（後のコナミスポーツプラザ）の全株式を取得し、子会社化
  - 8月 - 東京生命保険の子会社東生スポーツ倶楽部よりスカイアクロスの営業権を取得（現「グランサイズ大手町」）
- 2002年（平成14年）
  - 2月 - ダイエーよりダイエーオリンピックスポーツクラブを子会社化。住友金属工業（現・日本製鉄）の子会社住金スポーツより「アクティス」尼崎・新大阪の営業権を取得
  - 3月 - NTT西日本の子会社ハロースポーツプラザよりスポーツクラブ5施設の営業権を取得
  - 10月 - コナミオリンピックスポーツクラブ（旧ダイエーオリンピックスポーツクラブ）を吸収合併
  - 11月 - 旧青山倶楽部より「青山倶楽部」の営業権を取得（現「グランサイズ青山」）
- 2003年（平成15年）
  - 1月 - コナミスポーツプラザを吸収合併、コナミの100%子会社コナミスポーツライフ（初代、旧社名株式会社ナプス、旧ピープルの子会社で、買収の際にコナミの直接保有となっていた）がコナミ保有の全コナミスポーツ株式を取得し、コナミスポーツの筆頭株主になる
  - 3月 - 日本生命保険の子会社ニッセイ・アスレティックスの全株式を取得し、子会社化
  - 5月 - コナミ・アスレティックス（旧ニッセイ・アスレティックス）を吸収合併
  - 7月 - 阪急電鉄および子会社のオキシーよりスポーツクラブ5施設の営業権を取得
- 2005年（平成17年）1月 - 第1号店の「コナミスポーツクラブ西宮」（←エグザス西宮←西宮ピープル）、再開発事業に伴い閉店（西宮アネックスに移転）、翌年に本店西宮をオープン。
- 2006年（平成18年）
  - 3月31日 - コナミの持株会社移行に伴い、コナミスポーツを存続会社としてコナミスポーツライフ（初代）を吸収合併し、コナミとの株式交換を実施。これによりコナミの完全子会社となった。同時に商号を「株式会社コナミスポーツ&ライフ」に変更。
  - 4月 - 日本管財とともに東京辰巳国際水泳場の指定管理者となる。（2011年（平成23年）まで）
- 2007年（平成19年）4月16日 - コナミ、コナミデジタルエンタテインメントとともに、東京都港区赤坂の東京ミッドタウンに移転。
- 2008年（平成20年）
  - 4月1日 - コナミが所有するスポーツプレックス・ジャパン株式会社、コンビウェルネス株式会社の株式を譲り受け、連結子会社とした。
  - 6月30日 - スポーツプレックス・ジャパンを吸収合併。
- 2009年（平成21年）3月 - ピープルエグザスのブランド店舗を、コナミスポーツクラブに名称統一。
- 2011年（平成23年）5月4日 - JR大阪駅の再開発事業に合わせて、新築された大阪ステーションシティのノースゲートビルディング12 - 13階（入口は11階）へ「グランサイズ大阪支店」を出店。（2014年12月22日に「グランサイズ大阪」としての営業を終了し、翌年1月5日より「コナミスポーツクラブ 大阪ステーションシティ」に改称。）
- 2012年（平成24年）6月1日 - コンビウェルネスを吸収合併。
- 2015年（平成27年）10月1日 - 商号を「株式会社コナミスポーツクラブ」に変更[5]。同時に健康食品事業を株式会社コナミスポーツライフ（2代）として新設分割の上移管。また、直営店における非営業日の呼称を「メンテナンス日」から「休館日」に変更した。
- 2017年（平成29年）6月8日 - 同年7月7日の「エグザス西九条」開店（2021年（令和3年）閉店）に伴い「エグザス」ブランドが復活することを発表[6]。
- 2019年（平成31年）3月 - 商号を「コナミスポーツ株式会社」に変更。
- 2021年（令和3年）2月・5月 - 新型コロナウイルス感染症による会員大幅減をうけ、合計25店舗を閉鎖（閉鎖店舗は後述）[7]。
- 2022年（令和4年）7月1日 - コナミスポーツクラブとエグザスの相互利用を開始、またエグザス店舗内での運動塾スクールの展開を開始[3][4]。
- 2024年（令和6年）- 体操部を休止することを発表した[8]。

## 主な所属選手
近年、日本代表選手を数多く輩出している。

### スイミング
- 矢野友理江
- 大西順子 - 現在は引退しアドバイザー
- 三田真希 - 現在は引退しインストラクター
- 山田沙知子 - 現在は引退し広報室所属
- 高安亮 - 現在は引退
- 藤井拓郎 - 北京オリンピック 4×100mメドレーリレー 銅メダリスト・ロンドンオリンピック 4×100mメドレーリレー 銀メダリスト
- 大塚一輝 - 現在は引退しインストラクター
- 小坂悠真 - 現在は引退

### 体操
2003年に解散した、大和銀行の「大翔会体操クラブ」を継承し発足。
- 沖口誠 - 北京オリンピック銀メダリスト
- 内村航平 - リオデジャネイロオリンピック団体・個人総合金メダリスト、ロンドンオリンピック団体銀・個人総合金メダリスト、北京オリンピック団体銀・個人総合銀メダリスト（2016年に退社後フリー選手となり、2022年に現役引退）
- 山室光史 - 第42回世界体操競技選手権銀メダリスト
- 田中佑典 - リオデジャネイロオリンピック団体金メダリスト（現在は兄の田中和仁が代表の田中体操クラブに移籍）

## 施設
2024年現在、北海道から沖縄県までの21都道府県に展開。
「本店」と称する直営店舗は3つあり、「本店」は東京都、「本店西宮」と「本店西宮アネックス」は兵庫県にそれぞれ所在する。
北上と米子は2009年3月にピープルエグザス（地名）よりそれぞれ改称している（松江も同様だったが後述のように2021年に閉鎖）。

### 各施設の画像

#### 北海道・東北地方

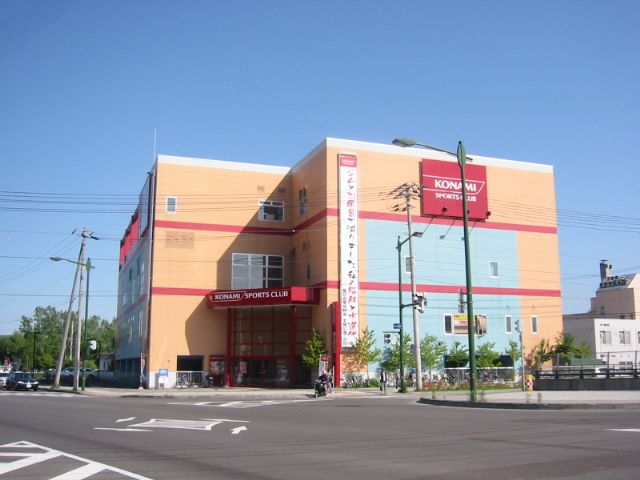
コナミスポーツクラブ もいわ

#### 中部地方

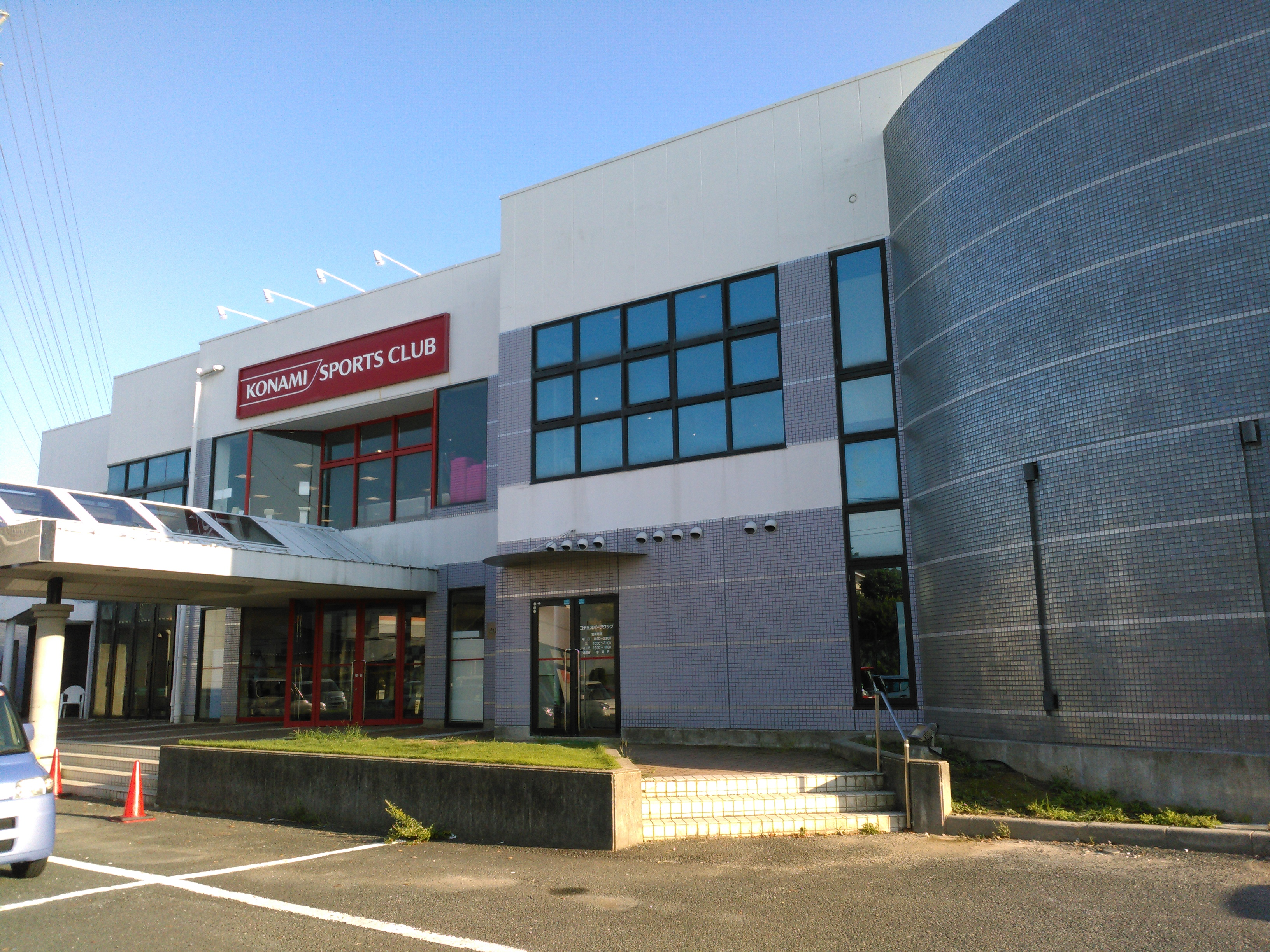
コナミスポーツクラブ 豊橋

#### 近畿地方

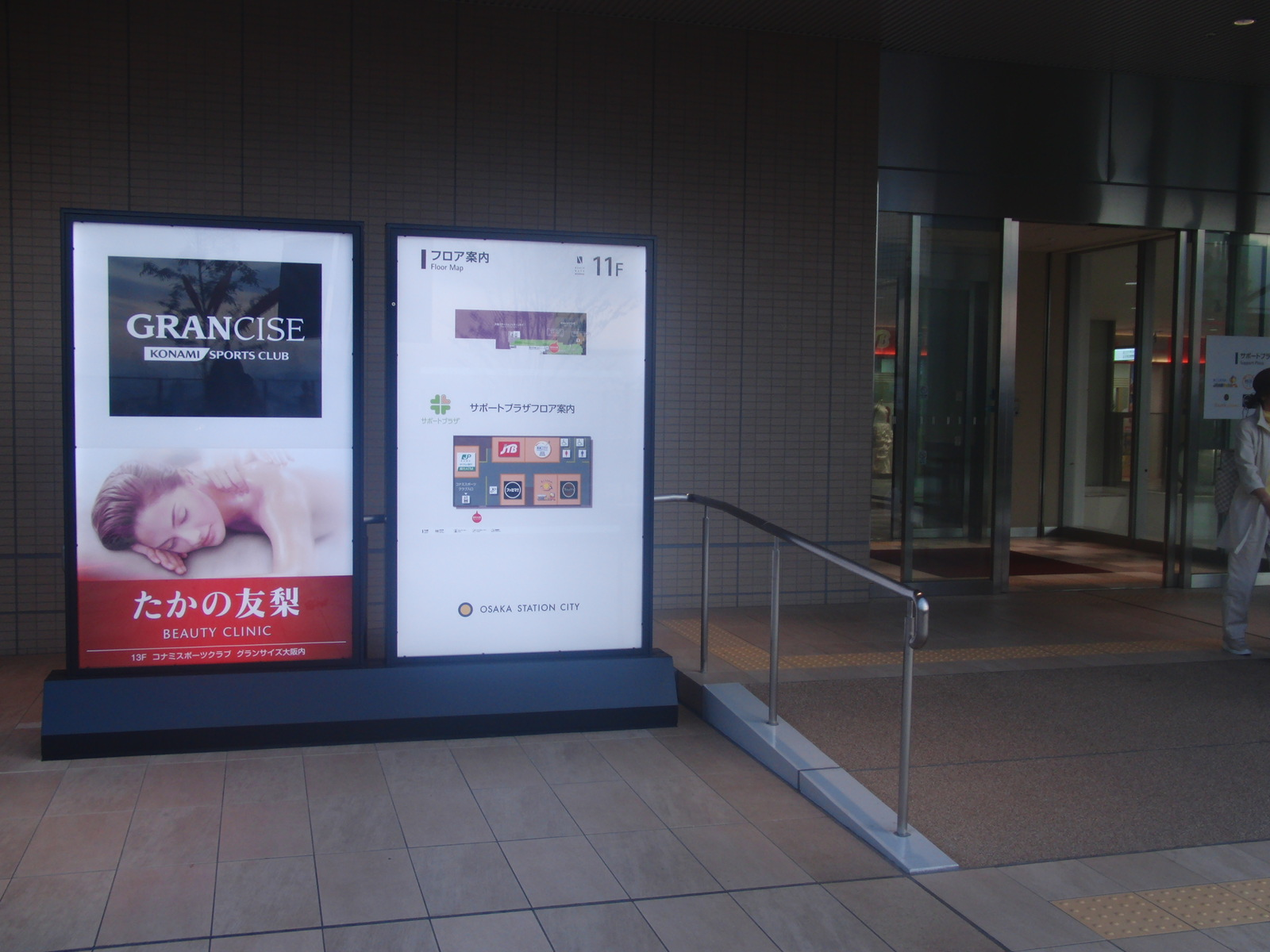
コナミスポーツクラブ グランサイズ大阪（現・コナミスポーツクラブ 大阪ステーションシティ）
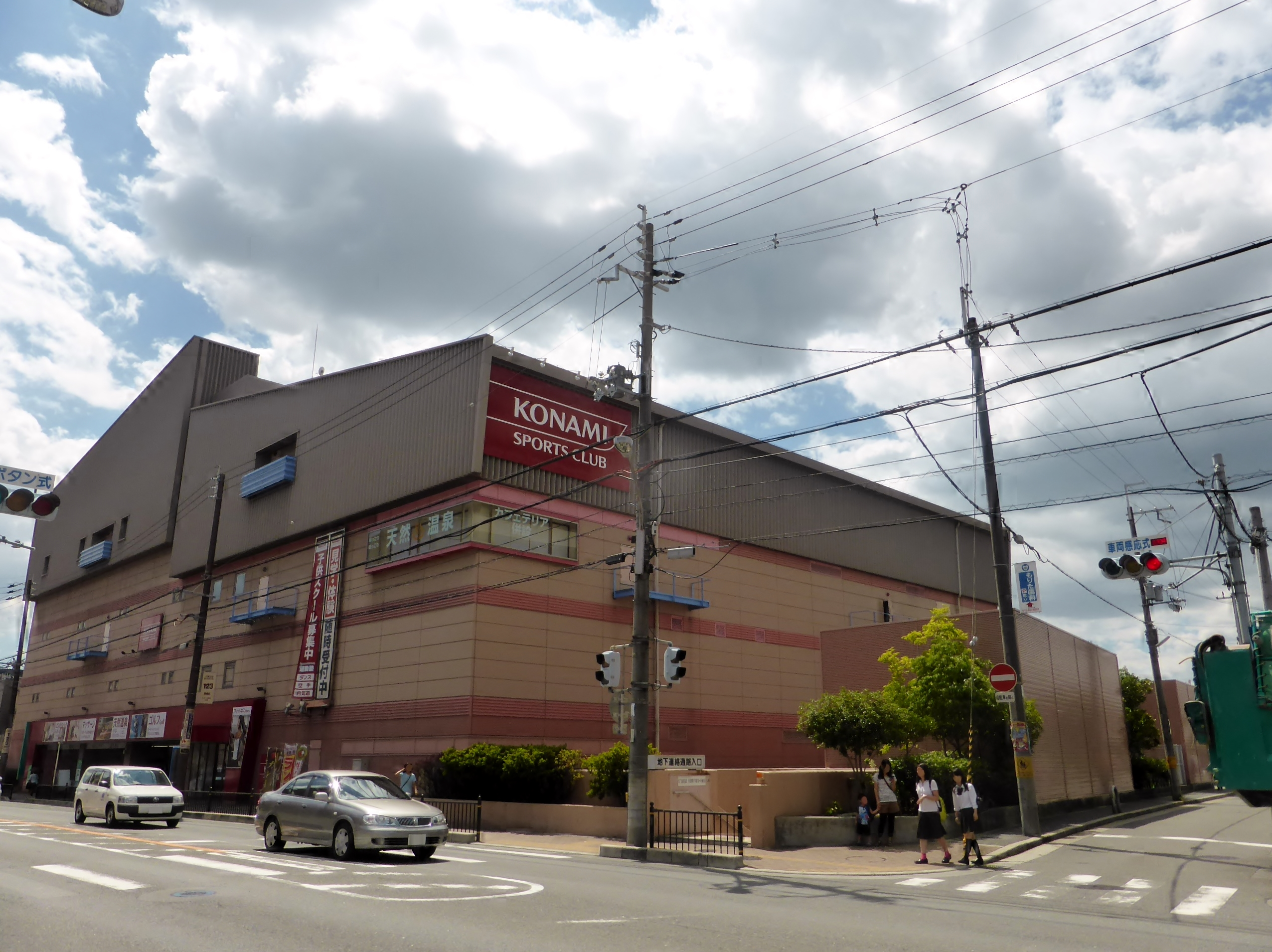
コナミスポーツクラブ 茨木
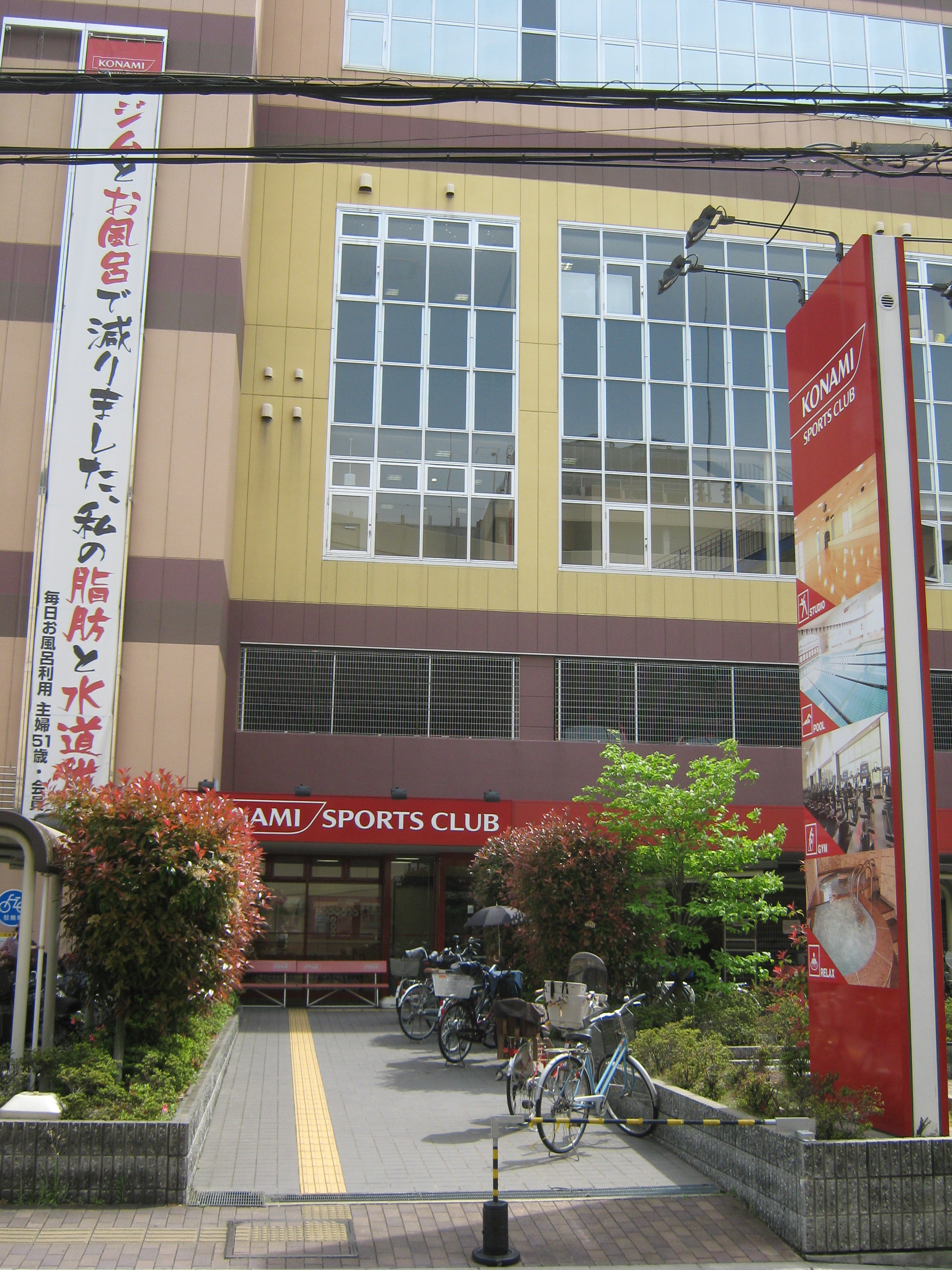
コナミスポーツクラブ 香里園
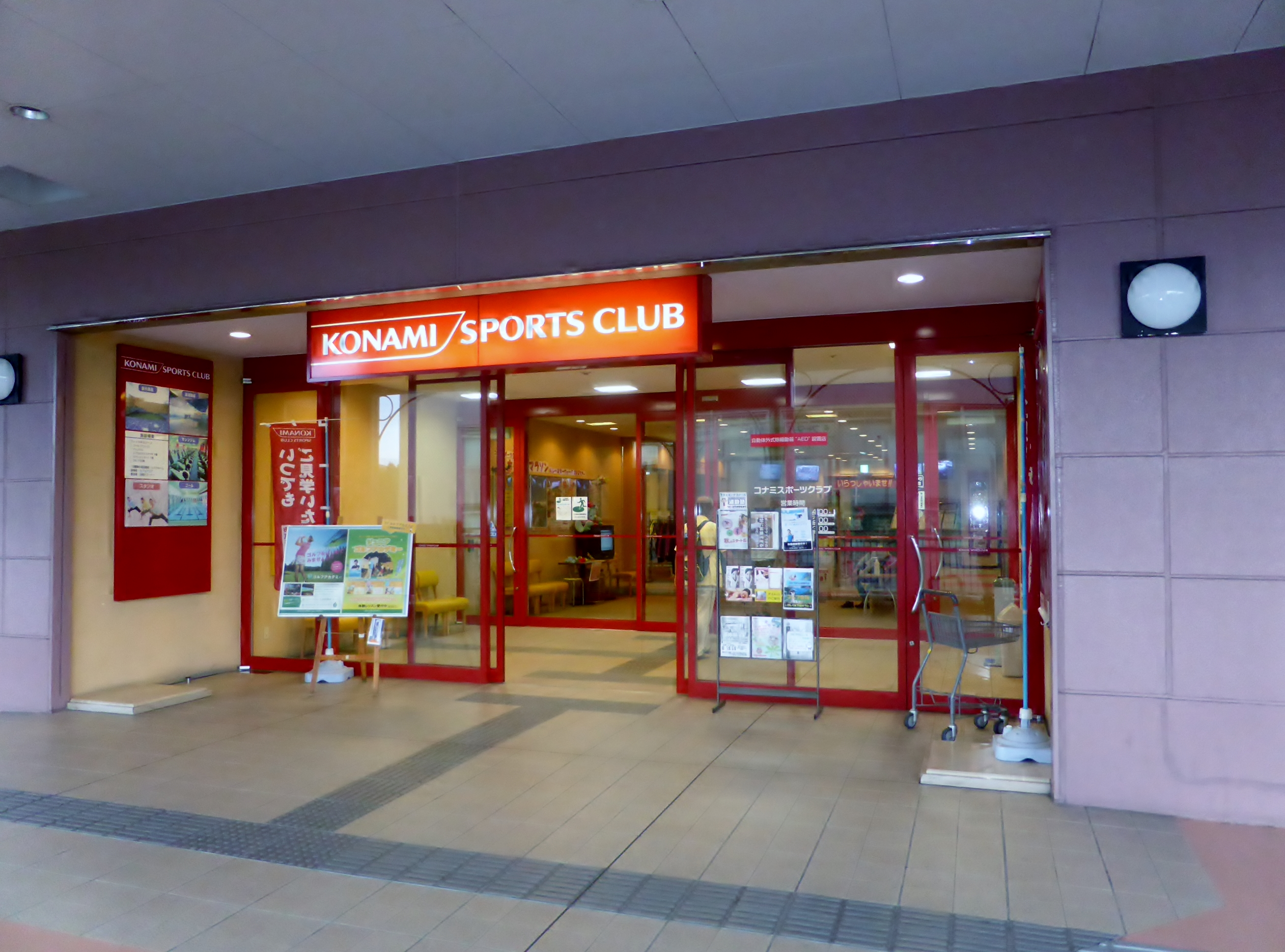
コナミスポーツクラブ 明石大久保
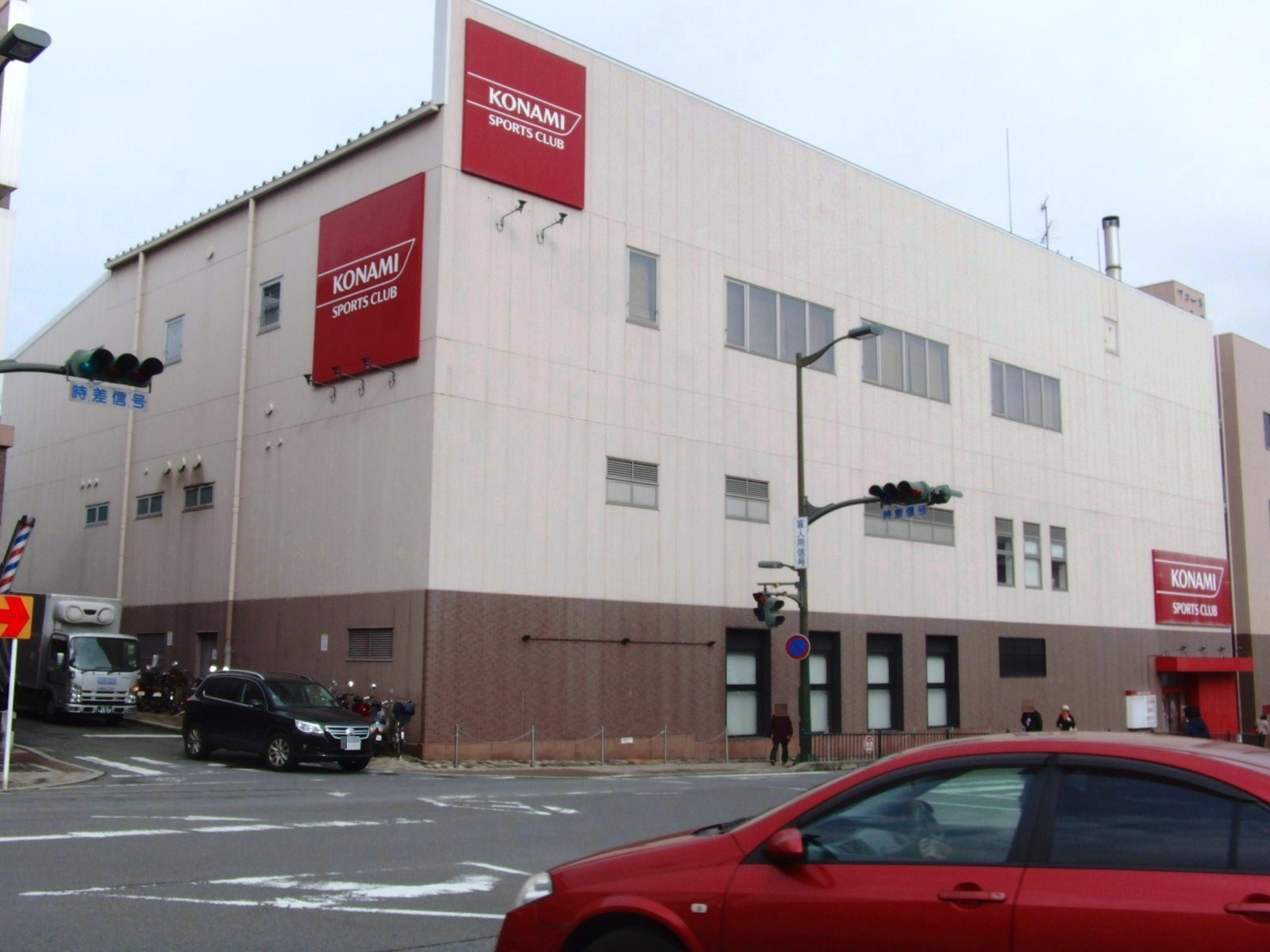
コナミスポーツクラブ 生駒

#### 九州・沖縄地方

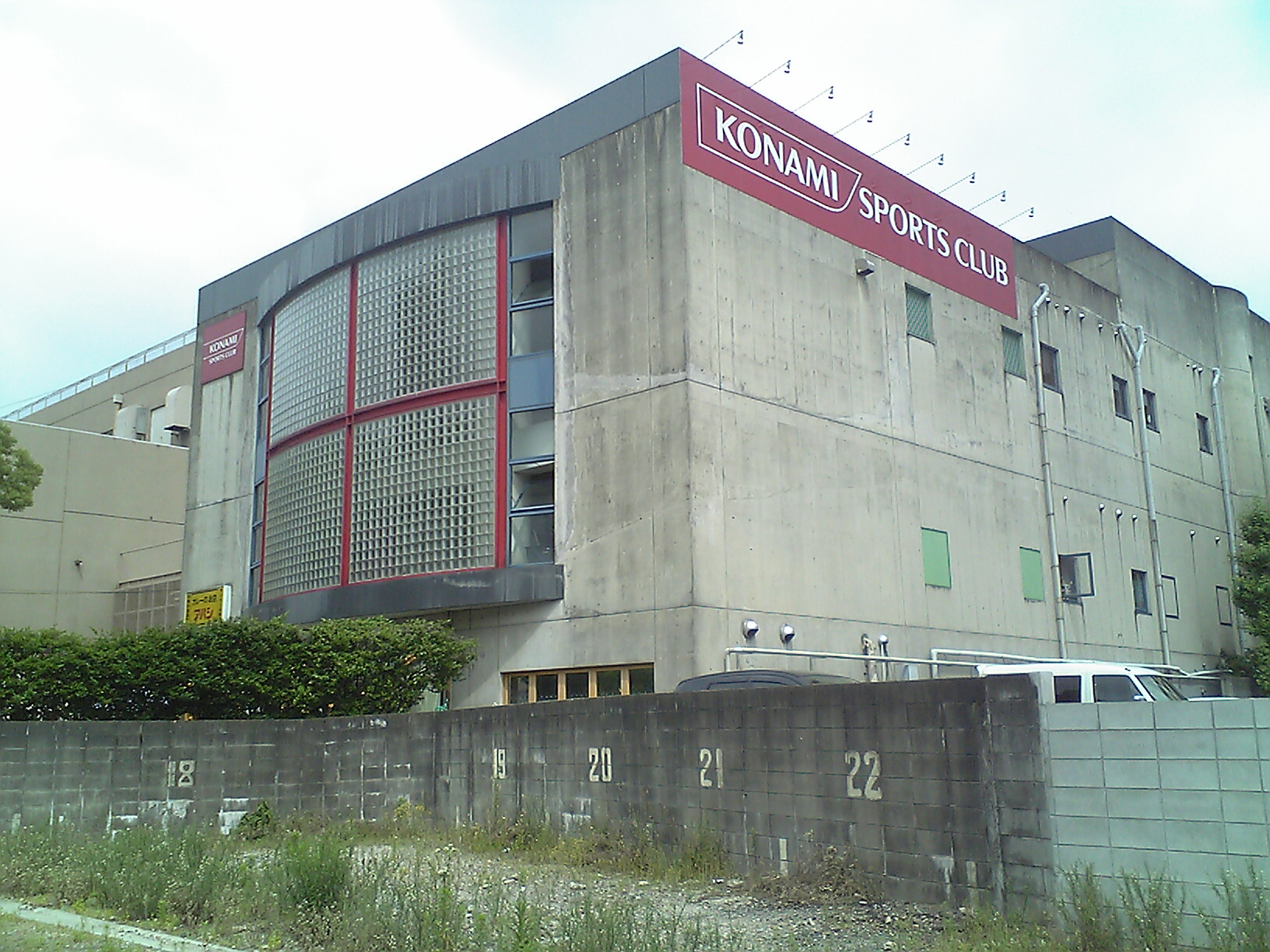
コナミスポーツクラブ 大野城（イオン大野城ショッピングセンターに併設）

## 過去に営業していた店舗
- コナミスポーツクラブ 永山（北海道）（旭川に統合）
- コナミスポーツクラブ 時計台（北海道）
- コナミスポーツクラブ 苫小牧（北海道）
- コナミスポーツクラブ 手稲（北海道）※2011年4月30日閉店
- コナミスポーツクラブ 西岡（北海道）
- コナミスポーツクラブ 小樽（北海道）
- コナミスポーツクラブ 盛岡（岩手）
- コナミスポーツクラブ 泉（宮城）- 泉の閉店後、2009年11月7日にコナミスポーツクラブ 仙台長町が開店するまで、宮城県に施設は存在しなかった。
- コナミスポーツクラブ 前橋（群馬）
- コナミスポーツクラブ わらび（埼玉）
- コナミスポーツクラブ 戸田（埼玉）
- コナミスポーツクラブ 千間台（埼玉）
- コナミスポーツクラブ 上尾 （埼玉）※2010年1月31日閉店
- コナミスポーツクラブ 狭山 （埼玉）※2020年2月29日閉店。近隣のコナミスポーツテニススクール狭山は営業中。
- エグザス 志木（埼玉）※2024年1月13日閉店
- コナミスポーツクラブ 新座（埼玉）※2024年2月29日閉店。
- コナミスポーツクラブ 荻窪北口（東京）（荻窪南口に統合）
- スポーツプレックス代々木上原（東京）
- コナミスポーツクラブ 多摩 （東京）※2009年7月31日閉店
- コナミスポーツクラブ 大森山王 （東京）※2011年5月31日閉店
- コナミスポーツクラブ 八王子（東京都）※2003年3月閉店。数年後、同市打越町にコナミスポーツクラブ 本店八王子（現:コナミスポーツクラブ 八王子）が開店
- コナミスポーツクラブ 下北沢（東京）※2010年11月閉店
- コナミスポーツクラブ 西国分寺（東京）※2010年12月閉店
- コナミスポーツクラブ 自由が丘（東京）※2011年3月閉店
- エグザス 赤羽（東京）※2023年8月31日閉店
- コナミスポーツクラブ 本牧（神奈川）
- コナミスポーツクラブ 海老名西（神奈川）（海老名東→海老名に統合）
- コナミスポーツクラブ 長津田（神奈川）※2013年2月閉店
- コナミスポーツクラブ 富山（富山）
- コナミスポーツクラブ 福井（福井）
- コナミスポーツクラブ 長野（長野）
- コナミスポーツクラブ 浜松（静岡）
- コナミスポーツクラブ 安城（愛知）
- コナミスポーツクラブ 春日井東野（愛知）（勝川に統合）
- コナミスポーツクラブ 千代田橋 （愛知）
- コナミスポーツクラブ 布施（大阪）
- コナミスポーツクラブ 長吉（大阪）
- コナミスポーツクラブ 南高槻（大阪）
- コナミスポーツクラブ しんかな（大阪）
- コナミスポーツクラブ 藤井寺 (大阪)
- コナミスポーツクラブ 堂島（大阪）（梅田に統合）
- コナミスポーツクラブ 茨木アネックス（大阪）（茨木に統合）
- コナミスポーツクラブ 北助松（大阪）（和泉府中に統合）
- コナミスポーツクラブ 大阪（大阪・グランサイズ）※2011年4月29日閉店
- コナミスポーツクラブ なかもず（大阪）
- エグザス なかもず（大阪）※2023年8月30日閉店。コナミスポーツクラブ なかもずとは別店舗。
- コナミスポーツクラブ 新長田（兵庫）
- コナミスポーツクラブ 甲南山手（兵庫）（本山南に移転）
- コナミスポーツクラブ 西宮（兵庫）（西宮アネックス・本店西宮に移転）
- コナミスポーツクラブ 新三田（兵庫）（三田に移転）
- コナミスポーツクラブ 伊丹（兵庫）※2014年2月閉店
- コナミスポーツクラブ 川西緑台（兵庫）※2014年8月閉店
- コナミスポーツクラブ 近江八幡（滋賀）※2010年12月閉店
- コナミスポーツクラブ 奈良（奈良）※2013年1月閉店
- コナミスポーツクラブ 橿原 （奈良）（大和八木に統合）
- コナミスポーツクラブ 西大寺（奈良）
- コナミスポーツクラブ 烏丸（京都）
- コナミスポーツクラブ 高松（香川）※2020年5月閉店
- コナミスポーツクラブ 高知（高知）（はりまや橋に統合）
- コナミスポーツカルチャースクール古川橋（コナミスポーツクラブ古川橋に統合）
- コナミスポーツクラブ 小倉[注釈 1]※2010年7月31日閉店
- コナミスポーツクラブ 徳力（福岡県）※2024年1月31日閉店。

もともとスーパーマーケットや大型ショッピングセンターに併設されていた店舗が、ショッピングセンターの閉鎖や中核店舗の撤退に伴い、閉店を余儀なくされる事例も存在する（例：泉、本牧）。

### 2021年に閉鎖した店舗
- コナミスポーツクラブ 白石（北海道）
- コナミスポーツクラブ 大谷地（北海道）
- コナミスポーツクラブ 高崎（群馬県）
- コナミスポーツクラブ ユーカリが丘（千葉県）
- コナミスポーツクラブ 立川（東京都）
- コナミスポーツクラブ 西葛西（東京都）※別棟のジュニアスクールとテニススクールは引き続き営業中。
- コナミスポーツクラブ 東松原（東京都）
- コナミスポーツクラブ 青葉台（神奈川県）
- コナミスポーツクラブ 新潟（新潟県）
- コナミスポーツクラブ 勝川（愛知県）
- コナミスポーツクラブ 一宮（愛知県）
- コナミスポーツクラブ 草津（滋賀県）
- コナミスポーツクラブ 古川橋（大阪府）
- コナミスポーツクラブ 江坂（大阪府）
- コナミスポーツクラブ 今里（大阪府）
- コナミスポーツクラブ 和泉府中（大阪府）
- コナミスポーツクラブ 香里園（大阪府）
- エグザス 梅田 X-STUDIO（大阪府）
- エグザス 西九条（大阪府）
- コナミスポーツクラブ 姫路中央（兵庫県）
- コナミスポーツクラブ 天理（奈良県）
- コナミスポーツクラブ 松江（島根県）
- コナミスポーツクラブ 松山（愛媛県）
- コナミスポーツクラブ 福岡マリナタウン（福岡県）
- コナミスポーツクラブ 筑紫野（福岡県）
- コナミスポーツクラブ 大分明野（大分県）

今回の閉鎖により、群馬県・新潟県・島根県・滋賀県・愛媛県・大分県から店舗は消滅し、北関東・北陸地方からは完全撤退となった。

## スタジオプログラム
カーディオ系、調整系、格闘技系、ダンス、筋力系、エアロビクス・ステップの6ジャンルのプログラムがある。

### カーディオ系
- UBOUND - 1人用トランポリンを使用したエクササイズ。
- カーディオクロス - 30秒の運動と15秒の休憩を繰り返すインターバルトレーニング。
- トップライド - 心肺機能向上を目的としたインドアサイクルプログラム。

### 調整系
- 骨盤フレックス - 骨盤の周辺にある筋肉を中心に、専用のクッション（フレックスクッション）を使いストレッチを行う。
- ボディバランス - ヨガ・太極拳・ピラティスなどにストレッチング、トレーニングを組み合わせ、音楽にのせて行なうエクササイズ。
- ヨガ（心） - 座位のポーズを中心に、呼吸法、瞑想をベースに心身をリラックスさせる為に構成されたヨガプログラム。
- ヨガ（体） - ヨガのポーズ、呼吸法をベースにアライメントを維持する体幹部や下肢の筋力向上を行うヨガプログラム。

### 格闘技系
- ボディコンバット - キックボクシング、テコンドー、空手、ムエタイ、ボクシング、太極拳などの動作を取り入れたプログラム。

### ダンス
- ボディジャム - ダンスの動きベースとしたスタジオワークアウト。
- メガダンス - 世界のダンスを集結したメガダンス。

### 筋力系
- シェイプクロス - 「有酸素エクササイズ」、「筋肉トレーニング」、「体幹エクササイズ」を複合的に行う。
- ヒップクロス - SOMASOLE（ソマソール）という道具を使い、30分間でお尻周りを集中的にトレーニング。
- ボディパンプ - 専用のバーベルを使ったスタジオワークアウト。
- 簡短筋トレ / パワークロス - 体の主要部位をバーベルや自重を使って集中的にトレーニング。
- コアクロス - 体の中心となる体幹部分（コア）を集中的に鍛え、体の機能を高めるプログラム。
- バイパーワークアウト - ストレングストレーニング＆ファンクショナルトレーニングを融合させ音楽に合わせて行う。

### エアロビクス・ステップ
- ボディアタック - 効率よくカロリーを燃焼すると同時に引き締まった体形を作る全身ワークアウト。
- X55（エクストリームフィフティーファイブ） - ステップ台と自重による負荷で、特に下半身を中心にエクササイズ。
- シンプリーエアロ エアロビクス・ステップ - 基本動作を繰り返し、体力づくりをしながらエアロビクスに慣れるプログラム。
- シンプリーステップ - ステップ台を使用したステップエクササイズの基本動作をするプログラム。
- シェイプエアロ - 膝や腰への負担を抑えた動きで構成。
- シェイプステップ - ステップ台を使用してステップのバリエーションを組み合わせたプログラム。
- ワークアウトエアロ - 脚への衝撃の少ない動きを組み合わせた中級者向けプログラム。
- テクニカルエアロ - エアロビクスの複雑な動きを楽しむ、上級者向けプログラム。
- テクニカルステップ - ステップ台を使用して、難易度の高いステップ組み合わせを楽しむ、上級者向けプログラム。
- ロコモ・フィット - ロコモを予防するために、下肢の筋力やバランス能力を高める運動。
- ロコモ・コア - ロコモを予防するために、筋肉量・筋力の低下を抑える運動。
- ステップ・アップ - ステップ台の昇降運動を音楽に合わせて行い、転倒しにくい身体づくりを期待するプログラム。